# Guansi
Guansi (kinesiska: 观寺乡, 观寺) är en socken i Kina. Den ligger i provinsen Sichuan, i den sydvästra delen av landet, omkring 54 kilometer söder om provinshuvudstaden Chengdu. Antalet invånare är 22 763. Befolkningen består av 11 204 kvinnor och 11 559 män. Barn under 15 år utgör 13,0 %, vuxna 15-64 år 73 %, och äldre över 65 år 12,0 %. Guansi ligger vid sjön Sancha Shuiku.
Genomsnittlig årsnederbörd är 1 222 millimeter. Den regnigaste månaden är juli, med i genomsnitt 338 mm nederbörd, och den torraste är december, med 9 mm nederbörd.